# صوفي هولم
صوفي هولم (بالإنجليزية: Sophie Hulme)‏ هي مصممة أزياء بريطانية، ولدت في القرن العشرين.